# Solund
Solund è un comune norvegese della contea di Vestland.